# Boljevići (Bośnia i Hercegowina)
Boljevići (cyr. Бољевићи) – wieś w Bośni i Hercegowinie, w Republice Serbskiej, w gminie Bratunac. W 2013 roku liczyła 194 mieszkańców.